# الملعب الأولمبي (أثينا)
ملعب أثينا الأولمبي ويسمى أيضا بـ ملعب سبيروس نسبة إلى أول فائز بمسابقة الماراثون العداء اليوناني سبيريدون لويس (1873 - 1940) الذي حاز على أول ميدالية ذهبية في الماراثون في أولمبياد 1896، هو جزء من مجمع أثينا الأولمبي الرياضي. استضاف الملعب مراسم افتتاح وختام الألعاب الأولمبية الصيفية الثامنة والعشرون في مدينة أثينا بالإضافة إلى المباراة الختامية في كرة القدم لأولمبياد ذلك العام. الرقم القياسي للحضور في الملعب هو 74,473 متفرجا، لكن تم تجهيزه ليستقبل 72,000 متفرج خلال الأولمبياد، لكن المقاعد المتاحة للجمهور خلال منافسات ألعاب القوى اقتصرت على 56,700 مقعد، وأكثر من ذلك بقليل في نهائي كرة القدم.
تم بناء الاستاد أصلا في 1980-1982 استعدادا لاستضافة البطولة الأوروبية لألعاب القوى، وقام الرئيس اليوناني آنذاك كوستانتينوس كارامانليس بافتتاحه. استضاف الاستاد أيضا عدة منافسات في ألعاب البحر الأبيض المتوسط عام 1991، وبطولة العالم لألعاب القوى التي ينظمها الاتحاد الدولي لألعاب القوى عام 1997، التي حرصت أثينا على تنظيمها لتثبت قدرتها على استضافة الأحداث الرياضية الكبرى بعد فشلها في الفوز بشرف تنظيم الألعاب الأولمبية الصيفية 1996. تمت إعادة ترميم الاستاد استعدادا لاستضافة الأولمبياد، وشمل ذلك إضافة سقف مثير للجدل صممه سانتياغو كالاترافا وضع فوق جانبي الاستاد بهدف حماية المتفرجين من حرارة أثينا اللاهبة. تم الانتهاء من بناء السقف قبل فترة وجيزة من افتتاح الأولمبياد، وتمت إعادة افتتاح الاستاد رسميا في 30 يوليو 2004.
استضاف الاستاد نهائي دوري أبطال أوروبا 2006-2007, 94-1993
ونهائي الكأس الأوروبية 83-1982، كما استضاف نهائي بطولة أبطال الكؤوس 1987.
حاليا، هذا الاستاد هو مقر كل من أيه إي كي أثينا وبانثانياكوس.

## معرض صور

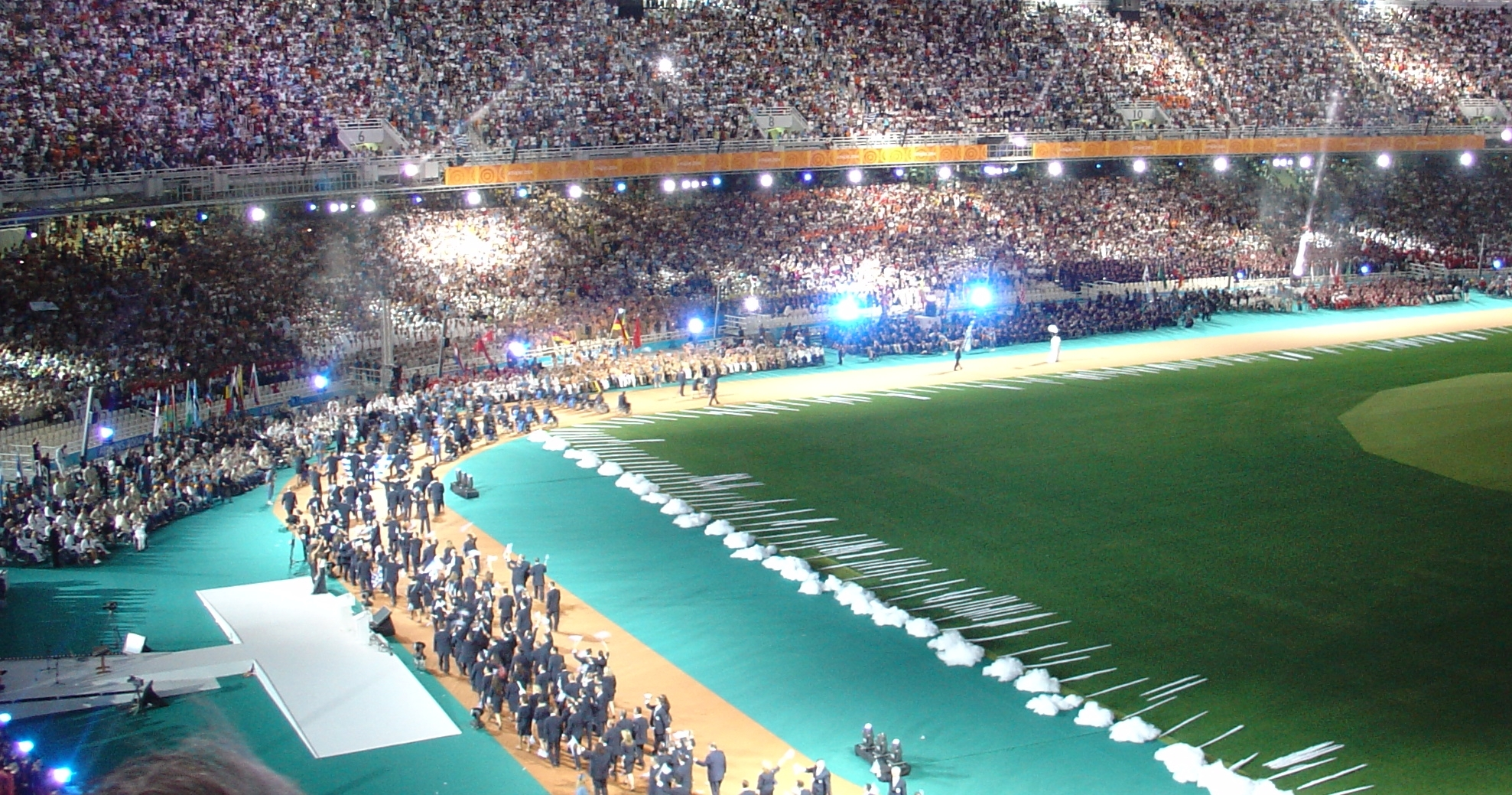
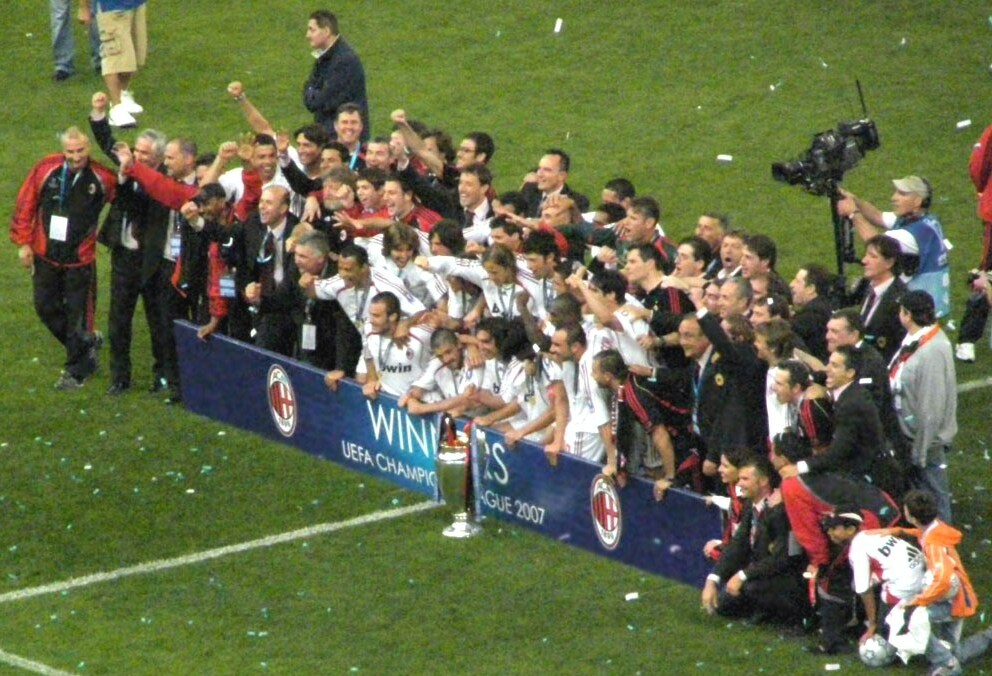
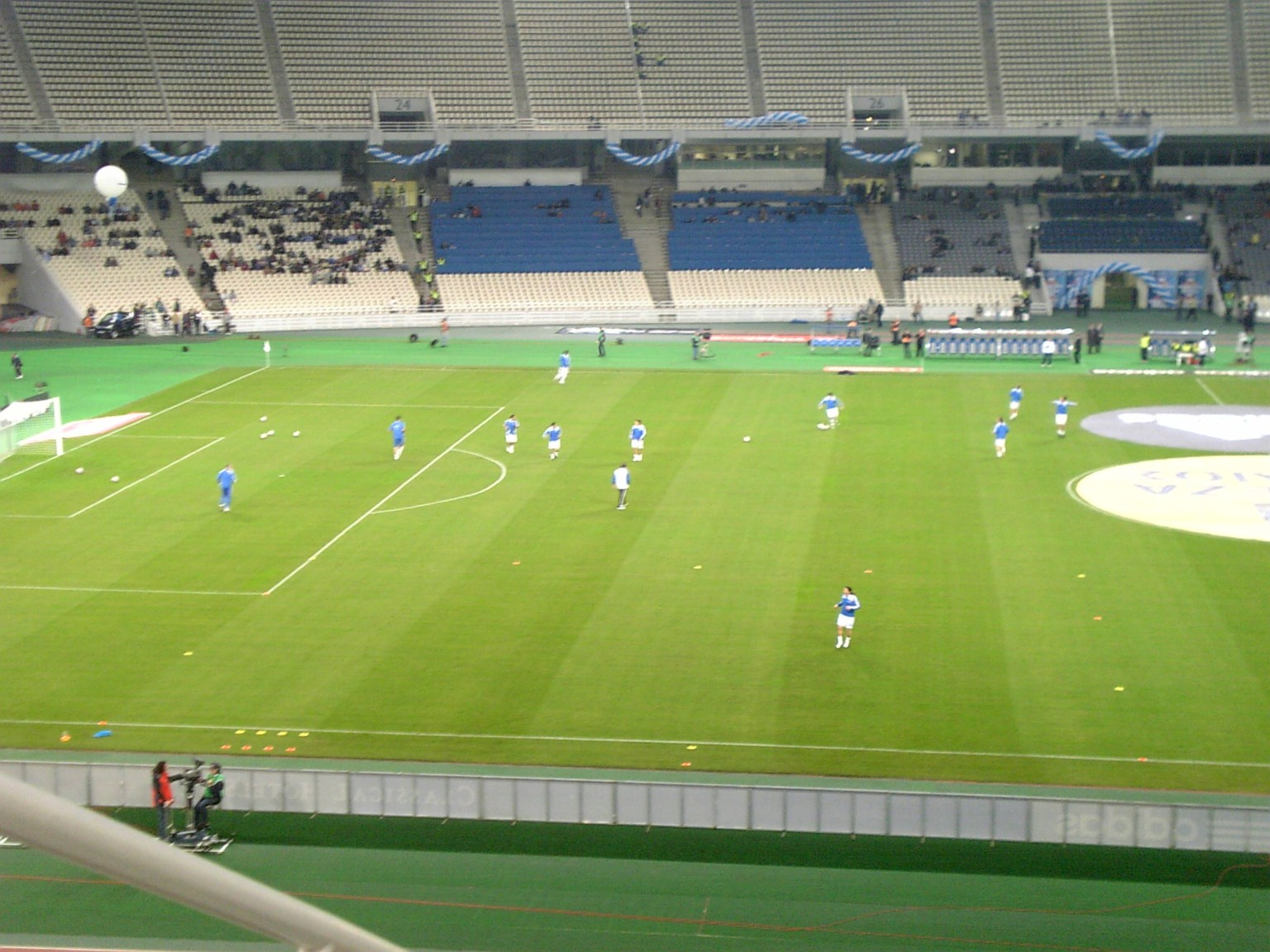